# Blue Moon (絢香の曲)
『Blue Moon』(ブルー・ムーン)は日本の歌手絢香の12作目の配信限定シングル。『Blue Moon/Hello, Again 〜昔からある場所〜』についても合わせて記載する

## 解説
前作『Tender Love』から約4ヶ月振りのリリースとなる。
本作はロールプレイングゲーム『テイルズ オブ アライズ』のグランドテーマとして書き下ろされた楽曲であり、ゲームの世界観に寄り添ったストリングスとピアノのアレンジをメインに構成され、それを包み込むような優しい歌声で仕上げられているという。
。
本作の配信に伴って、『Tales of YouTube Channel』にてグランドテーマのトレイラーと、絢香のYouTubeチャンネルにて本作のリリックビデオが公開され、映像制作はMinami Hayashiが担当している。
絢香は本作に関して「『テイルズ オブ』シリーズの最新作のグランドテーマと劇中歌を担当させていただきました。どちらともゲームの壮大な世界観と主人公の数奇な背景と運命にひたすら寄り添い続けて書き上げました。私にとっても特別な曲になったなと思います。じっくりと聴いて貰えれば幸いです。」とのコメントを寄せている。
リリックビデオの制作を担当したMinami Hayashiは本作について「自分の想いを伝えることは時折、難しくなったりすることがあります。例えば、外国などの遠い場所にいる人や、生まれた時代が違う人、会いたくても会えないと言ったことは決して珍しいことではないと思います。この曲を初めて聴いた時に永遠や手の届かない場所にいる大切な人に伝えたい「感謝」と「愛情」を垣間見ることが出来ました。その想いを踏まえて、どれだけ遠くにいたとしても、想いの丈を伝えなければならない、と言う気持ちを持って制作させていただきました。時を超え、時代が変わり、国をも超えて、様々な人々の手に渡り、受け継がれていく想いがある。そんな奇跡のような物語として仕上げさせていただきました。」と語っている。

## 収録曲
1. Blue Moon (5:14)
作詞・作曲：絢香 / 編曲：河野圭[4]

## Blue Moon/Hello, Again 〜昔からある場所〜
『Blue Moon/Hello, Again 〜昔からある場所〜』(ブルー・ムーン/ハロー・アゲイン 〜むかしからあるばしょ〜)は日本の歌手絢香の13作目の配信限定シングル

### 解説
タイアップ先の『テイルズ オブ アライズ』の発売日と同時に配信が開始された。
mora週間ハイレゾベスト10(9月6日～9月12日付)にて本作が首位を獲得している。

### 収録曲
1. Blue Moon -Tales of ARISE ver.- (5:41)
作詞・作曲：絢香 / 編曲：河野圭[4]
『テイルズ オブ アライズ』グランドテーマ
2. Hello, Again 〜昔からある場所〜 -Tales of ARISE ver.- (2:07)
作詞：小林武史 / 作曲：藤井謙二 & 小林武史
『テイルズ オブ アライズ』劇中歌
My Little Loverのカバー